# General Dynamics F-111 Aardvark
General Dynamics F-111 là một loại máy bay ném bom chiến lược tầm trung, trinh sát, và chiến đấu được thiết kế trong những năm 60. Phiên bản dành cho Không quân Hoa Kỳ được đặt tên chính thức là "Aardvark" (Lợn đất), tên lóng trong thời gian dài, trong một buổi lễ vào năm 1996 khi nó được cho nghỉ hưu. Nó vẫn được Không lực Hoàng gia Australia (RAAF) sử dụng, và nơi đây nó được gọi là "Pig" (con lợn), cho đến khi về hưu hẳn sau ngày 3 tháng 1 năm 2010.
F-111 đi tiên phong trong một số kỹ thuật sản xuất máy bay quân sự, bao gồm thiết kế cánh có thể thay đổi hình dạng (cánh cụp, cánh xoè), động cơ phản lực quạt ép có đốt sau, và radar theo dõi địa hình để bay nhanh ở cao độ thấp. Thiết kế của nó có ảnh hưởng lớn, đặc biệt là tới các kỹ sư Xô viết, và một số tính năng tiên tiến của nó đã trở nên tiêu chuẩn thông thường. Tuy nhiên sự khởi đầu của F-111 mắc phải nhiều vấn đề về thiết kế, và nhiều vai trò dự định cho nó, như máy bay tiêm kích đánh chặn dành cho Hải quân đã không thể thực hiện được. Các chiếc F-111 không có khoảng thời gian dễ chịu nào kể từ khi được đưa vào hoạt động do lỗi trong cấu trúc cả khi bay lẫn khi thử nghiệm sức chịu đựng trên mặt đất. Nguyên nhân của các hư hỏng nghiêm trọng là do độ dẻo dai của vật liệu thép quá thấp, một vết nứt nhỏ trên một số bộ phận không mất nhiều thời gian để đạt kích thước không thể chấp nhận được. Càng sử dụng loại máy bay này lâu thì việc thoái hóa vật liệu tạo ra càng nhiều vấn đề khác để lo. Trong chiến tranh Việt Nam một chiếc F-111 đã bị gãy đuôi vì một vết nứt từ một mối hàn và rơi, vài tháng sau cũng có một chiếc khác bị rơi vì cùng lý do. Một trong nhiều loại tai nạn được biết đến là cánh máy bay bị gãy khi bay với một chiếc bay chưa được 100 giờ bị rơi vì lý do là khi mang thử tên lửa cánh máy bay đã bị nứt nhẹ nhưng nó đã đạt đến mức phá hủy máy bay trong thời gian ngắn. Những tai nạn đó khiến các chiếc F-111 khác phải được mang ra thử nghiệm lại trước khi được bay tiếp, kết quả là thêm một số chiếc bị hỏng nặng trong lúc thử nghiệm chịu lực.
Trong Không quân Hoa Kỳ, F-111 đã được thay thế hiệu quả bởi chiếc F-15E Strike Eagle trong vai trò tấn công chính xác tầm trung, trong khi nhiệm vụ ném bom chiến lược được tiếp nối bởi B-1B Lancer. Không lực Hoàng gia Australia sẽ thay thế những chiếc F-111 của họ bằng F/A-18E/F Super Hornet vào năm 2010.

## Đặc điểm kỹ thuật (F-111D)
Tham khảo: Quest for Performance

### Đặc điểm chung
- Đội bay: 02 người (phi công và sĩ quan hệ thống vũ khí)
- Chiều dài: 22,4 m (73 ft 6 in)
- Sải cánh: Cụp 9,75 m (32 ft); Xòe 19,2 m (63 ft)
- Chiều cao: 5,22 m (17.13 ft)
- Diện tích bề mặt cánh: Cụp 48,77 m² (525 ft²); Xòe 61,07 m² (657.4 ft²)
- Kiểu cánh: NACA 64-210.68 root, NACA 64-209.80 tip
- Trọng lượng không tải: 21.537 kg (47.481 lb)
- Trọng lượng có tải: 37.577 kg (82.843 lb)
- Trọng lượng cất cánh lớn nhất: 44.896 kg (98.979 lb)
- Động cơ: 2 động cơ phản lực quạt nén Pratt & Whitney TF30-P-100, lực đẩy 19.4 kN (17.900 lbf) mỗi động cơ; lực đẩy khi có đốt sau 112 kN (25.100 lbf) mỗi động cơ.

### Đặc tính bay
- Tốc độ lớn nhất: 2,5 Mach (2.655 km/h; 1.650 mph)
- Tầm bay tối đa: 5.190 km (2.800 nm; 3.220 mi)
- Bán kính chiến đấu: 2.140 km (1.160 nm; 1.330 mi)
- Trần bay: 17.270 m (56.650 ft)
- Tốc độ lên cao: 131.5 m/s (25.890 ft/min)
- Lực nâng của cánh: Cụp 771 kg/m² (158 lb/ft²); Xòe 615,2 kg/m² (126.0 lb/ft²)
- Tỉ lệ lực đẩy/khối lượng: 0,61

### Vũ khí
- Pháo: 1 × M61 Vulcan 20 mm (0.787 in), 2084 viên đạn (ít khi gắn)
- 8 đế dưới cánh, 1 khoang chứa trong thân, mang được tối đa 14,300 kg (31,500 lb) vũ khí các loại:

Bom:
- Mk82
- Mk83
- Mk84
- Mk117
- Bom chùm
- Bom xuyên phá BLU-109
- GBU-10
- GBU-12
- GBU-28
- BLU-107
- GBU-15

Tên lửa không đối đất:
- AGM-130
- AGM-69 SRAM

Tên lửa không đối không
- AIM-7 Sparrow
- AIM-9 Sidewinder
- AIM-54 Phoenix

#### Rosenquists F-111
- James Rosenquist: F-111, Museum of Modern Art, New York
  - right picture
  - F-111 (1-4)

## Nội dung liên quan

### Máy bay liên quan
- EF-111 Raven

### Máy bay tương tự
- F-14 Tomcat
- BAC TSR-2
- Sukhoi Su-24
- Panavia Tornado